# Club Deportivo Laguna (San Cristóbal de La Laguna)
Club Deportivo Laguna es un club de fútbol de la ciudad de San Cristóbal de La Laguna, en Tenerife. Fue fundado en 1984 por la unión de varios equipos del municipio. Actualmente juega en la categoría Preferente de Tenerife.

## Historia
Anteriormente denominado Club Deportivo Estrella, el club se crea en 1984 con el nombre de Unión Deportiva Laguna tras fusionarse el Club Deportivo Estrella con el Real Hespérides, Juventud Concepción, Juventud Laguna, Club de Fútbol Bronco y Santo Domingo Club de Fútbol Aunque seguiría conservando la historia del equipo predecesor principal el Club Deportivo Estrella Pronto cambiaría su nombre por el de Asociación Deportiva Laguna, denominación que mantendría  hasta que en la temporada 2010/11 adoptaría la actual. En su primer año de vida debuta en Tercera División ocupando la plaza del Club Deportivo Estrella, el cual había sido uno de los fundadores del grupo canario de la categoría. En la temporada 1992/93 queda segundo en liga teniendo, por primera vez en su historia, la oportunidad de ascender a Segunda B disputando la liguilla de ascenso contra la Unión Deportiva Realejos, la Unión Deportiva Orotava y la Unión Deportiva Telde. No consiguió el objetivo al terminar tercero, siendo el conjunto realejero el que alcanzó la categoría superior. Después de pasar once años consecutivos en Tercera el equipo lagunero descendió en 1995 a Regionales, jugando por primera vez en Preferente. Tras cinco años en el pozo el representativo de la Ciudad del Adelantado retorna a categoría nacional al acabar primero en la 1999/00.
En esta nueva etapa el conjunto violeta centra sus esfuerzos en lograr el ascenso a Segunda B, llegando a jugar tres promociones de ascenso consecutivas pero sin conseguir el éxito del ascenso en ninguna. Tras quedar tercero en la temporada 2003/04 no pudo superar a la Unión Deportiva Villa de Santa Brígida en la primera eliminatoria de la promoción de ascenso, empatando a cero en casa y perdiendo en el Municipal del Guiniguada por 1-0 en la prórroga. En la siguiente campaña repite clasificación final en liga pero nuevamente no es capaz de pasar la primera eliminatoria que, en esta ocasión, le enfrentaba al Raqui San Isidro. El conjunto sureño siguió adelante por el valor doble de los goles marcados fuera de casa al empatar primero a uno en el Francisco Peraza y más tarde a cero en La Palmera. En la 2005/06 finalizó segundo con setenta y dos puntos pero al igual que en los años anteriores fue incapaz de superar el primer escollo en el camino a Segunda B, perdiendo los dos encuentros de la eliminatoria que le enfrentó al Club Deportivo Orientación Marítima por 3-0 y 1-2. Con una economía más ajustada el Laguna pasó a luchar por la permanencia. Sin embargo en la temporada 2011/12 no logró su objetivo, regresando a Preferente doce campañas después.
Finalizó quinto al acabar la última jornada de la temporada 2012/13 pero el Comité Canario de Disciplina Deportiva le concedió dos puntos más por alineación indebida de la Unión Deportiva San Andrés y Sauces, ascendiendo así a la tercera plaza de la clasificación final. Esto le permitió, tras la renuncia del Club Deportivo San Andrés y Club Deportivo Arguineguín por motivos económicos, ocupar la plaza del retirado Club Deportivo Corralejo en Tercera División. De nuevo con una economía más ajustada el Laguna pasó a luchar por la permanencia en la siguiente temporada logrando un decimotercer puesto. Sin embargo en la 2014/15 no cumpliría ese objetivo, regresando a Preferente. 
Desde 2010 mantiene un convenio de colaboración con el Real Madrid en base al cual el club blanco puede incorporar a los entrenamientos de cualquiera de sus equipos a cuantos jugadores de la entidad lagunera consideré necesario.

## Estadio e instalaciones empleadas
El CD Laguna juega sus encuentros de local en el Francisco Peraza, estadio municipal de la ciudad. Situado en la Vega Lagunera fue inaugurado en 1944 y cuenta con una capacidad para unos 8000 espectadores sentados. Lleva este nombre desde el 26 de abril de 1969 en homenaje al gran futbolista del municipio.
Los equipos de categoría Juvenil, Cadete, Infantil, Alevín, Benjamín, Prebenjamin y Escuelita disputan sus partidos en casa en el Anexo al Francisco Peraza.  También El equipo femenino.
Césped artificial.

## Uniforme
- Local: Camiseta morada con detalles en blanco, pantalón blanco con detalles en morado y medias blancas con detalles en morado.
- Visitante: Turquesa completa con rayado en gris.
- Alternativo: Negra completa con franja diagonal en camiseta con el arcoíris (homenaje al colectivo LGTB).
- Alternativo 2: Camiseta celeste, pantalón blanco y medias celestes (homenaje en el 40 aniversario del Club al Real Hésperides, Club fundador).

## Temporadas
| Temporada               | División                | Posición                | Copa del Rey            |
| Club Deportivo Estrella | Club Deportivo Estrella | Club Deportivo Estrella | Club Deportivo Estrella |
| ----------------------- | ----------------------- | ----------------------- | ----------------------- |
| 1959/60                 | 2.ª Regional            | 1º                      |                         |
| 1960/61                 | 1.ª Regional            | 4º                      |                         |
| 1961/62                 | 1.ª Regional            | 1º                      |                         |
| 1962/63                 | 1.ª Regional            | 2.º                     |                         |
| 1963/64                 | 1.ª Regional            | 13º                     |                         |
| 1964/65                 | 1.ª Regional            | 15.º                    |                         |
| 1965/66                 | 2.ª Regional            | 1º                      |                         |
| 1966/67                 | 1.ª Regional            | 13.º                    |                         |
| 1967/68                 | No Compitió             | No Compitió             |                         |
| 1968/69                 | 2.ª Regional            | 2°                      |                         |
| 1969/70                 | 2.ª Regional            | 2°                      |                         |
| 1970/71                 | 2.ª Regional            | 2°                      |                         |
| 1971/72                 | 1.ª Regional            | 11.º                    |                         |
| 1972/73                 | 1.ª Regional            | 8.º                     |                         |
| 1973/74                 | 1.ª Regional            | 9.º                     |                         |
| 1974/75                 | Preferente              | 3.º                     |                         |
| 1975/76                 | Preferente              | 10.º                    |                         |
| 1976/77                 | Preferente              | 8.º                     |                         |
| 1977/78                 | Preferente              | 7º                      |                         |
| 1978/79                 | Preferente              | 4.º                     |                         |
| 1979/80                 | Preferente              | 7.º                     |                         |
| 1980/81                 | 3ª División             | 12.º                    |                         |
| 1981/82                 | 3ª División             | 11º                     |                         |
| 1982/83                 | 3ª División             | 16º                     |                         |
| 1983/84                 | 3ª División             | 16.º                    |                         |
| Club Deportivo Laguna   |                         |                         |                         |
| 1984/85                 | 3ª División             | 9º                      |                         |
| 1985/86                 | 3ª División             | 15º                     |                         |
| 1986/87                 | 3ª División             | 4.º                     |                         |
| 1987/88                 | 3ª División             | 9.º                     |                         |
| 1988/89                 | 3ª División             | 15º                     |                         |
| 1989/90                 | 3ª División             | 11.º                    |                         |
| 1990/91                 | 3ª División             | 5.º                     |                         |
| 1991/92                 | 3ª División             | 16.º                    |                         |
| 1992/93                 | 3ª División             | 2º                      |                         |
| 1993/94                 | 3ª División             | 9.º                     |                         |
| 1994/95                 | 3ª División             | 18.º                    |                         |
| 1995/96                 | Preferente              | 6.º                     |                         |
| 1996/97                 | Preferente              | 5º                      |                         |
| 1997/98                 | Preferente              | 7.º                     |                         |
| 1998/99                 | Preferente              | 11.º                    |                         |
| 1999/00                 | Preferente              | 1º                      |                         |

| Temporada | División     | Posición | Copa del Rey |
| --------- | ------------ | -------- | ------------ |
| 2000/01   | 3ª División  | 15.º     |              |
| 2001/02   | 3ª División  | 11.º     |              |
| 2002/03   | 3ª División  | 14.º     |              |
| 2003/04   | 3ª División  | 3º       |              |
| 2004/05   | 3ª División  | 3.º      |              |
| 2005/06   | 3ª División  | 2.º      |              |
| 2006/07   | 3ª División  | 6.º      |              |
| 2007/08   | 3ª División  | 10.º     |              |
| 2008/09   | 3ª División  | 5.º      |              |
| 2009/10   | 3ª División  | 15.º     |              |
| 2010/11   | 3ª División  | 12.º     |              |
| 2011/12   | 3.ª División | 18.º     |              |
| 2012/13   | Preferente   | 3.º      |              |
| 2013/14   | 3.ª División | 13.º     |              |
| 2014/15   | 3.ª División | 18.º     |              |
| 2015/16   | Preferente   | 5.º      |              |
| 2016/17   | Preferente   | 16.º     |              |
| 2017/18   | 1.ª Regional | 4º       |              |
| 2018/19   | 1.ª Regional | 4.º      |              |
| 2019/20   | 1.ª Regional | 2.º      |              |
| 2020/21   | Preferente   | 1°       |              |
| 2021/22   | Preferente   | 2°       |              |
| 2022/23   | Preferente   | 3°       |              |
| 2023/24   | Preferente   | 4º       |              |

- Ascenso.
- Descenso.

### Datos del club
- Temporadas en Tercera División: 29
- Temporadas en Preferente: 18
- Temporadas en Primera Regional: 11
- Temporadas en Segunda Regional: 5

### Palmarés
- Copa R.F.E.F (Fase autonómica Canarias) (4): 1993-94, 2004-05, 2005-06, 2008-09
- Copa Heliodoro Rodríguez López (1): 2005.[11]
- Preferente de Tenerife (2): 1999/00 y 2020/21
- Primera Interinsular de Tenerife (1): 1961/62
- Segunda Interinsular de Tenerife (2): 1959/60 y 1965/66

## Otras secciones

### Fútbol femenino
De 2014 al 2018 el club morado mantuvo en su estructura un equipo femenino, que desde su creación militó en el grupo VI de la Segunda División Femenina de España. En 2015 las féminas conquistan la "Copa Francisco Javier Felip" tras superar en la final al Club Deportivo Charco del Pino por cero goles a dos. Para la temporada 2020-21 retoma esta sección que actualmente milita en la Primera Regional de Tenerife.